# Robert Thom
Pour les articles homonymes, voir Thom.
Robert Thom, né Robert Flatow le 2 juillet 1929 à New York et mort le 8 mai 1979 à Malibu en Californie, est un écrivain et scénariste américain, auteur de roman policier.

## Biographie
Il fait des études universitaires à l'université Yale. En 1949, il publie un recueil de poésie Viaticum. En 1960, il adapte pour le cinéma le roman de Jack Kerouac Les Souterrains, paru deux ans plus tôt. Le film réalisé par Ranald MacDougall sort sous le titre Les Rats de caves. C'est le début d'une carrière de scénariste pour le cinéma et la télévision. En 1965, il publie The Earthly Paradise. En 1966, paraît dans la revue Esquire sa nouvelle The Day It All Happened, Baby qu'il adapte en 1968 pour Les Troupes de la colère, réalisée par Barry Shear avant de novéliser son scénario sous le titre Wild in the Street.
Il publie en 1970, une autre novélisation Bloody Mama, à l'origine le scénario qu'il a écrit pour le film homonyme réalisé par Roger Corman. Bloody Mama raconte l'histoire de Ma Barker, célèbre criminelle américaine, à la tête d'un gang composé de ses fils et spécialisé dans le rapt, les braquages de banque et la grande criminalité dans le Midwest des années 1920. Selon Claude Mesplède, il s'agit « bien d'une tentative de reconstitution historique tant au niveau des dialogues que des personnages eux-mêmes. De ce récit écrit dans un style sobre, on retiendra surtout le délire de sexe – viols, inceste – de sadisme et de violence qui accompagna la bande tout au long de son existence. On peut même reprocher une certaine complaisance de l'auteur à décrire certaines scènes qui apportent parfois un sentiment de gêne ».
Robert Thom fut marié avec Millie Perkins et Janice Rule.

## Œuvre

### Roman
- The Earthly Paradise, 1965

### Novélisations
- Wild in the Street, 1968
- Bloody Mama, 1970
  - Bloody Mama, Série noire no 1373, 1970

### Nouvelle
- The Day It All Happened, Baby, Esquire, décembre 1966

### Poésie
- Viaticum, 1949

## Filmographie
- 1960 : Les Rats de caves, adaptation d’un roman de Jack Kerouac réalisée par Ranald MacDougall
- 1960 : Les Jeunes Loups réalisé par Michael Anderson
- 1961 : 1 épisode de la série télévisée Great Ghost Tales (en)
- 1961 - 1962 : 4 épisodes de la série télévisée Les Accusés
- 1963 - 1964 : 2 épisodes de la série télévisée The DuPont Show of the Week
- 1964 : 1 épisode de la série télévisée Mr. Broadway (en)
- 1965 : 1 épisode de la série télévisée For the People
- 1965 : 1 épisode de la série télévisée Haute Tension
- 1968 : Les Troupes de la colère, adaptation de sa nouvelle The Day It All Happened, Baby réalisée par Barry Shear
- 1968 : Le Démon des femmes réalisé par Robert Aldrich
- 1969 : Angel, Angel, Down We Go (en) dont il écrit le scénario et fait la réalisation
- 1970 : Bloody Mama réalisé par Roger Corman
- 1974 : The Phantom of Hollywood (en), film TV réalisé par Gene Levitt
- 1975 : Alias Big Cherry réalisé par Matt Cimber
- 1975 : La Course à la mort de l'an 2000 réalisé par Paul Bartel
- 1975 : Crazy Mama réalisé par Jonathan Demme
- 1976 : The Witch Who Came From the Sea (en) réalisé par Matt Cimber
- 1978 : The Third Walker réalisé par Teri McLuhan
- 2008 : Course à la mort d'après son scénario original, réalisé par Paul W. S. Anderson

## Sources
- Claude Mesplède, Les Années Série noire vol.3 (1966-1972) Encrage « Travaux » no 22, 1994
- Claude Mesplède et Jean-Jacques Schleret, SN Voyage au bout de la Noire, Futuropolis, 1982, p. 353-354.